# Isadora Juice
Isadora Juice, är en italiensk sångerska som hade ett antal hits på 1980-talet. Främst känd är radiofavoriten Isadora, som kom ut på singel 1981. I Sverige spelades låten flitigt i Kjell Alinges program Eldorado.

## Diskografi

### Studioalbum
- 1981 – Isadora
- 1983 – Isadora II

### Singlar
- 1979 – Isadora/Donna automatica
- 1981 – Musica magica
- 1982 – Bello - brutto
- 1982 – Eldorado
- 1983 – Scacco matto